# Santa Cruz de Grío
Santa Cruz de Grío es un municipio español de la provincia de Zaragoza perteneciente a la comarca de Valdejalón, comunidad autónoma de Aragón. Tiene un área de 19,65 km², con una población de 104 habitantes (INE 2024) y una densidad de 6,77 hab/km².
Está situado a 75 kilómetros de la capital y tiene acceso desde la E-90 A2 a través de un desvío desde el cruce de Morata de Jalón.

## Clima y vegetación
Por su situación geográfica el clima de Santa Cruz es de tipo mediterráneo-continentalizado en el que los inviernos son fríos y los veranos calurosos. Sin embargo, su posición somontana en la ladera de la sierra de Vicort,  la altitud a la que está situado,  así como la orientación norte-sur del valle del Río Grío, conllevan una suavización de las temperaturas estivales y un incremento sensible de las precipitaciones (en torno a 500 mm) con relación al valle medio del Ebro,
Ello conforma un paisaje de cultivos leñosos de secano y con un marcado carácter forestal, donde destacan los pinares, pero también magníficos encinares mezclados con quejigos en las zonas más húmedas orientadas al norte. Así las zonas forestales con vegetación natural y espacios abiertos suponen el 47,6 % del término municipal, porcentaje en aumento como consecuencia de la repoblación natural de los espacios de cultivo abandonados.

## Historia
Más allá del posible poblamiento y ocupación prerromana o romana, parece constatada la ocupación árabe del valle y su influencia y legado tanto urbanístico como en materia de desarrollo de regadíos. La zona es conquistada por Alfonso I el Batallador en 1120, para pasar posteriormente a depender de la Orden del Santo Sepulcro dentro del priorato de Calatayud, hasta tiempos modernos. A partir de las reformas de Javier de Burgos en el siglo XIX se constituye como municipio con ayuntamiento propio denominándose en principio Santa Cruz, después Santa Cruz de Tobed, para adquirir su actual denominación a partir de 1900.

## Demografía
Santa Cruz de Grío cuenta con una población de 104 habitantes (INE 2024).
| Gráfica de evolución demográfica de Santa Cruz de Grío entre 1842 y 2021 |
| |
| Población de derecho según los censos de población del INE Población de hecho según los censos de población del INEEn estos censos se denominaba Santa Cruz de Toved: 1842, 1857 y 1860 En estos censos se denominaba Santa Cruz de Tobed: 1877, 1887 y 1897 Entre el censo de 1857 y el anterior, crece el término del municipio porque incorpora a 505001 (Aldehuela de Tobed) |

Santa cruz de Grío formó su primer Ayuntamiento, junto con el lugar de Aldehuela de Santa Cruz y los caseríos de La Solana y Peñacorba. Posteriormente, en el Nomenclátor de 1930 aparecen mencionados también otras entidades históricas como Las Bodegas, las Eras o Molino Nuevo, que han la actualidad o han desaparecido o se han despoblado como Aldehuela de Santa Cruz, en la actualidad Aldehuela de Grío.
Su población ha sufrido un fortísimo descenso desde su máximo histórico en 1920 como se aprecia en la tabla de evolución demográfica.

## Economía
La economía es fundamentalmente agrícola, con predominio de cultivos leñosos de secano, dado que los suelos sueltos y aireados de los piedemontes son especialmente idóneos para este tipo de cultivos. Predominan cerezos, almendros y olivos. El sector ganadero, que tradicionalmente ha tenido un importante peso específico ha quedado reducido a una explotación de ovino en 2016. El regadío tradicional de origen musulmán, en gran medida abandonado, apenas se usa para el cultivo destinado a la venta de productos y en muchos casos se limita a la producción para el autoconsumo.

## Administración y política

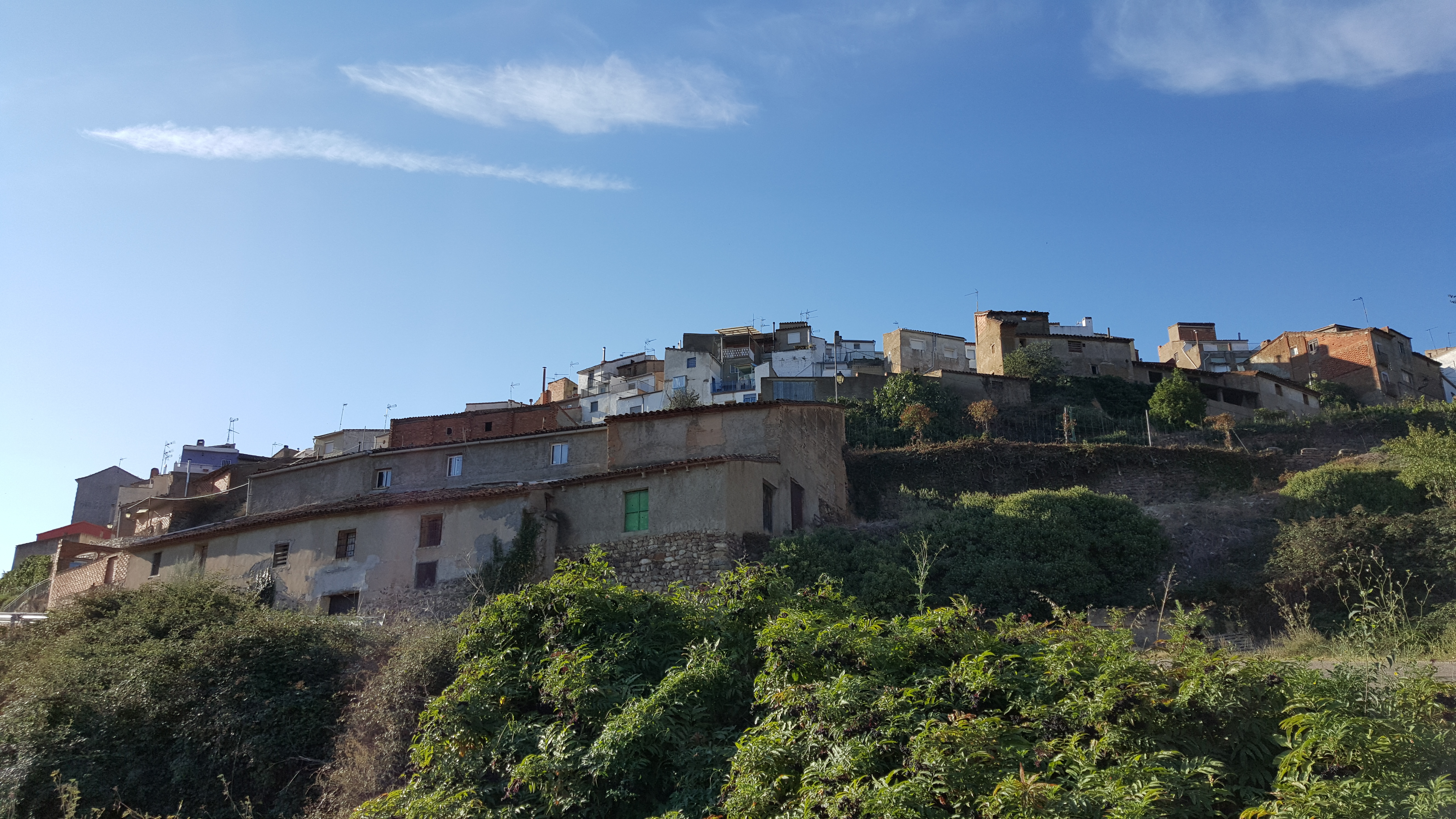
Vista desde la carretera.

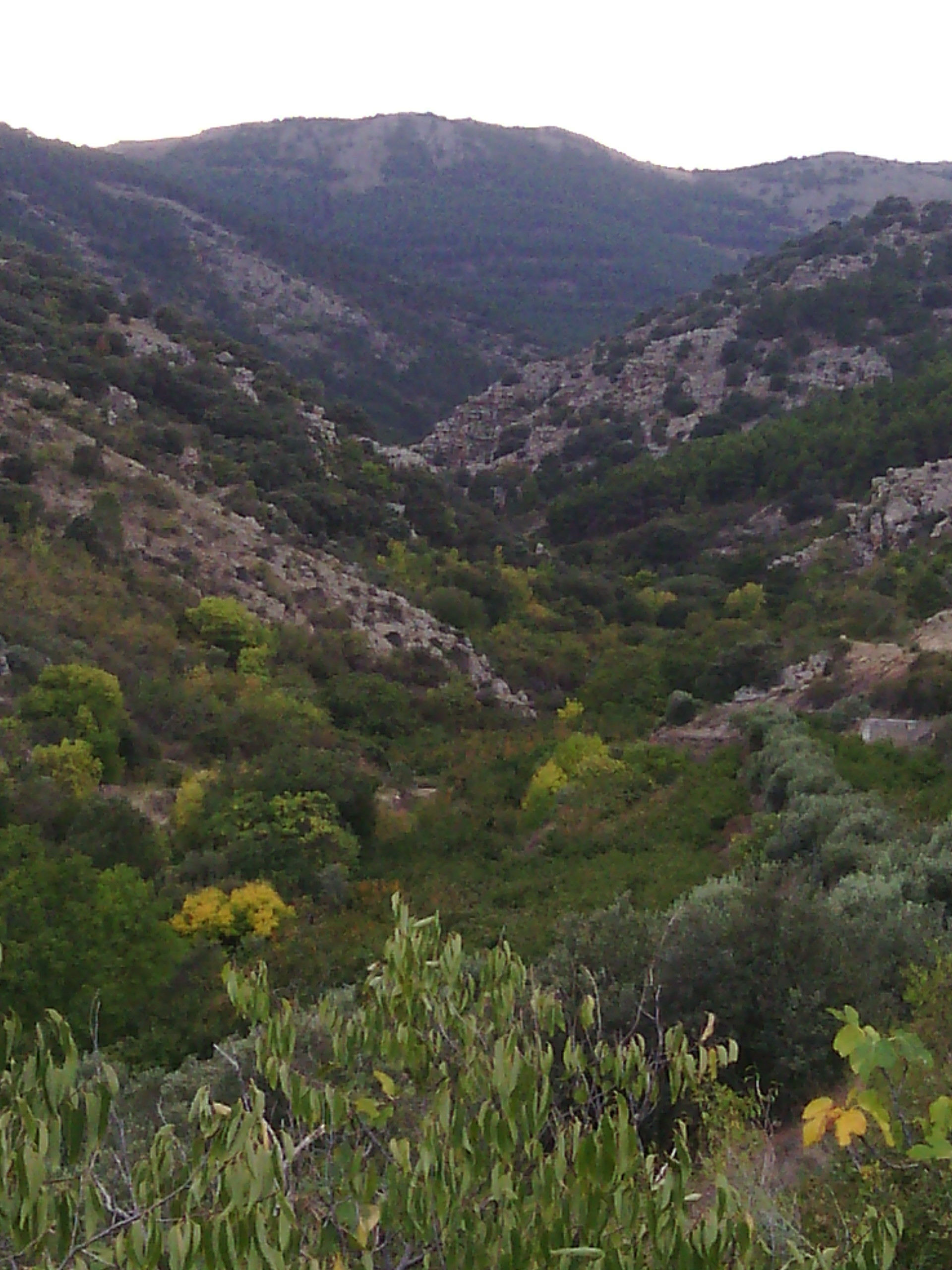
Sierra de Vicort

| Período   | Alcalde                        | Partido |  |
| --------- | ------------------------------ | ------- |  |
| 1979-1983 | Gregorio Lino Longares Cardiel | UCD     |  |
| 1983-1987 |                                | AP      |  |
| 1987-1991 |                                | AP      |  |
| 1991-1995 |                                | PP      |  |
| 1995-1999 |                                | PP      |  |
| 1999-2003 |                                | PP      |  |
| 2003-2007 |                                | PP      |  |
| 2007-2011 | Juan Carlos Carnicer Álvarez   | PP      |  |
| 2011-2015 | Juan Carlos Carnicer Álvarez   | PP      |  |
| 2015-2019 | Raúl Cubero Navarro            | PP      |  |

| Partido político    | Partido político                                   | 2003   | 2007   | 2011   | 2015   |
| Partido político    | Partido político                                   | Ediles | Ediles | Ediles | Ediles |
|                     | Partido Popular de Aragón (PP)                     | 4      | 4      | 4      | 4      |
|                     | Partido de los Socialistas de Aragón (PSOE-Aragón) | 1      | 1      | 1      | 1      |
|                     | Partido Aragonés (PAR)                             | —      | —      | —      | —      |
|                     | Chunta Aragonesista (CHA)                          | —      | —      | —      | —      |
|                     | Independientes                                     | —      | —      | —      | —      |
| Total de concejales | Total de concejales                                | 5      | 5      | 5      | 5      |

## Monumentos y lugares de interés

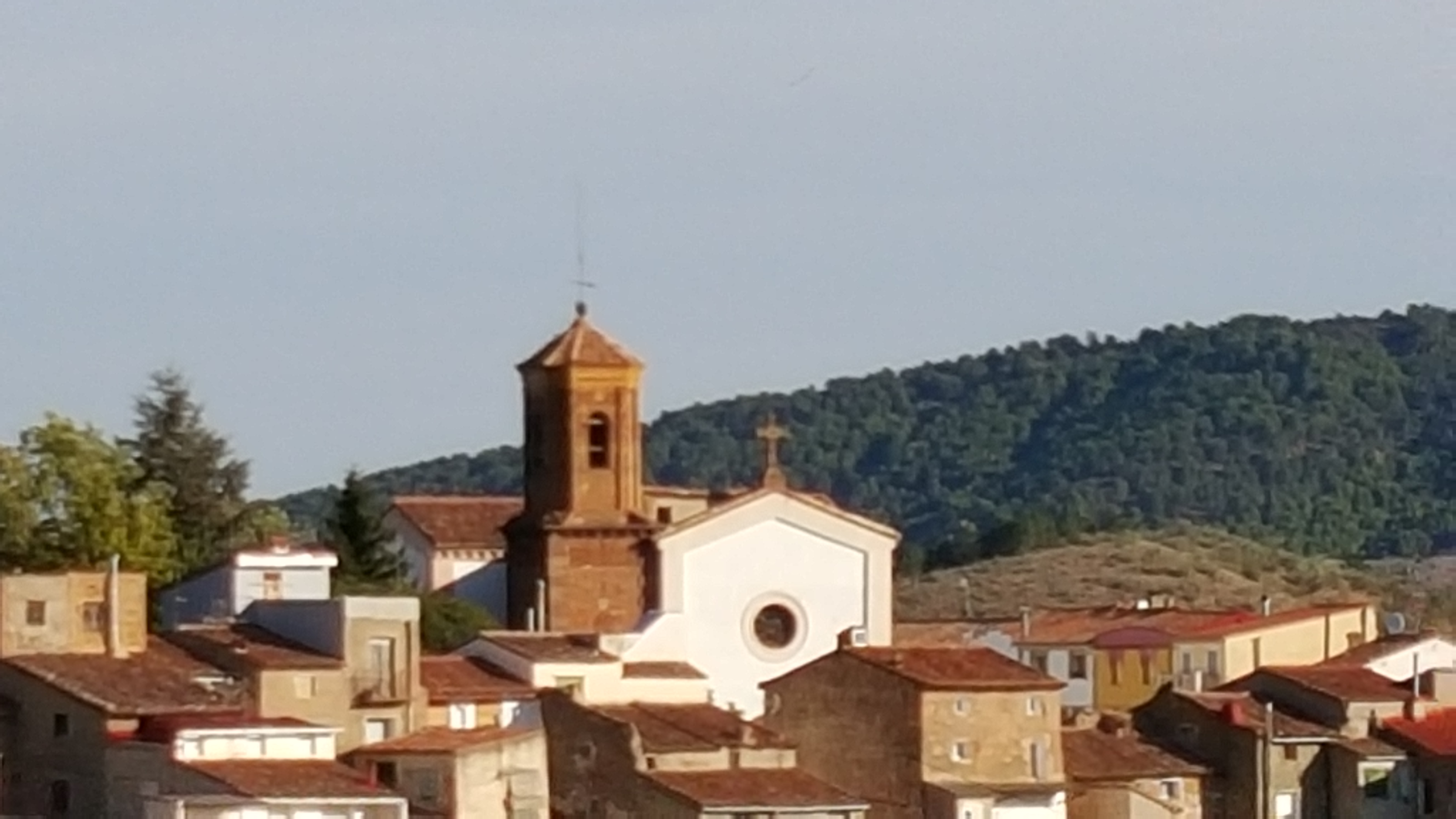
Iglesia de San Blas, Santa Cruz de Grío

### El casco urbano y la iglesia parroquial de San Blas
Santa Cruz de Grío tiene casco urbano con trazado medieval que se asoma al valle en calles de suave pendiente, aunque en algunos casos caen abrúptamente por la ladera. La iglesia de San Blas fue construida en 1912 de estilo pseudo barroco. Con varios retablos en madera tallada de la misma época. Destaca un busto de San Blas, en madera, del siglo XVI. Este busto sobre peana es bailado por los mozos en las fiestas patronales, lo que constituye una de los elementos singulares de las mismas. 

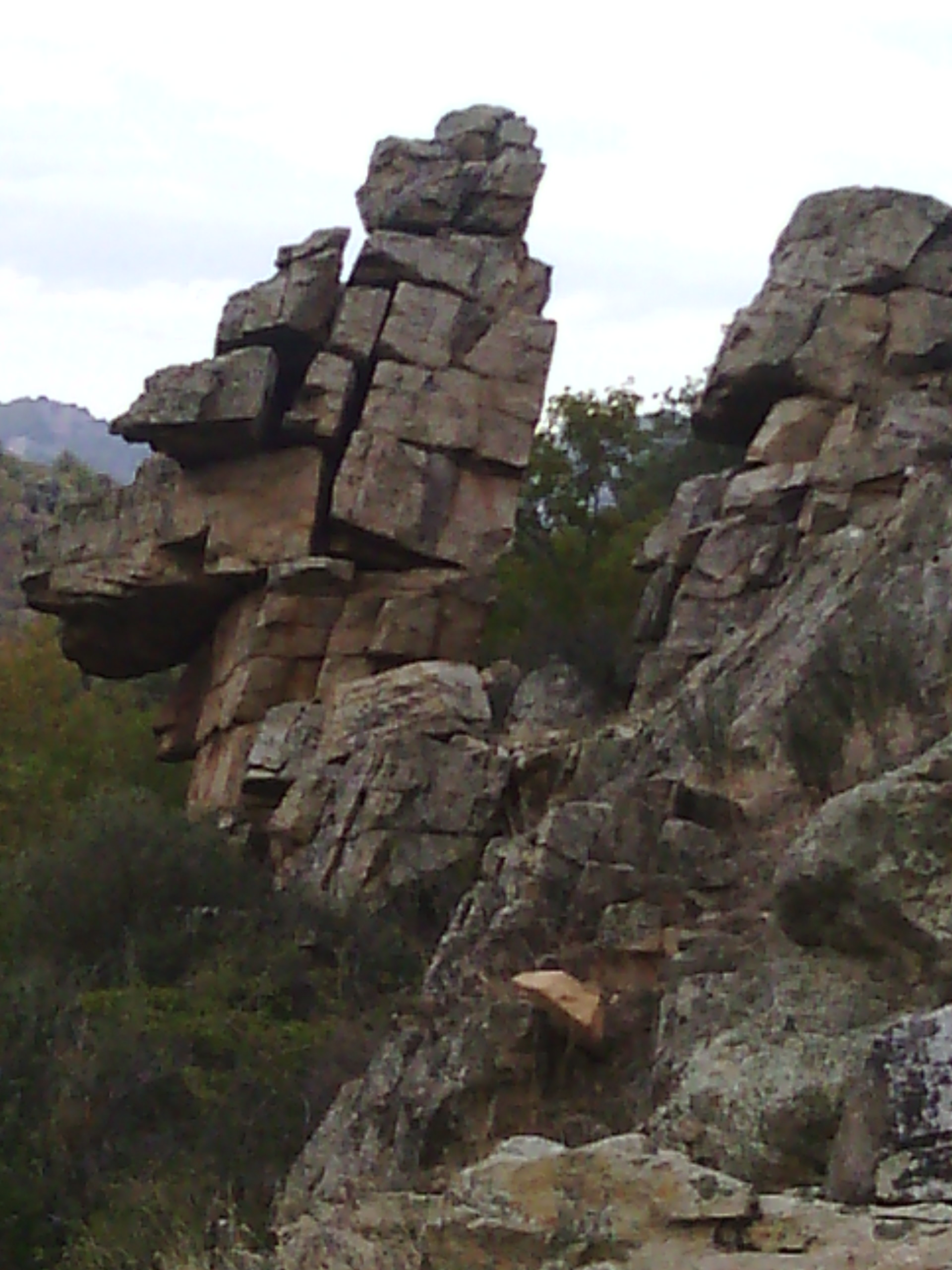
El Fraile. Barranco del Val

### Parajes de las sierras deAlgairény deVicort
Santa Cruz de Grío se sitúa de un entorno de media montaña. Que va desde los aproximadamente 600 m de altitud del valle y los 1420 del pico del Rayo. Se ubica en el centro del valle en las faldas de las sierra de Vircort y la sierra de Algairén que en la mayor parte de su extensión están incluidas dentro de la Red Natura 2000 y formando parte de los “Lugar de Importancia Comunitaria Sierra Vicor” y “Lugar de Importancia Comunitaria Sierra de Algairén”  con amplias zonas boscosas y espacios singulares como el barranco del Val. En este medio habita una amplia variedad de fauna en la que destacan las aves forestales, así como diversas especies de rapaces como el águila real, águila culebrera, azor o buitres, entre otras, mamíferos carnívoros como el gato montés, la garduña o la jineta, además de otros herbívoros como el corzo o la cabra montés y el jabalí

## Fiestas
- Fiestas patronales en honor de San Blas, del 3 al 5 de febrero
- Fiestas de agosto en la que se han recuperado las celebraciones en Honor de San Roque y San Bartolomé (Patrono de la Aldehuela)